# José Lanzón Piera
José Lanzón Piera (València, 26 de març de 1930 - 11 de novembre de 2012) va ser un historietista, il·lustrador, publicista i animador valencià que va ocupar diversos càrrecs directius dins del seu gremi.

## Biografia
José Lanzón va començar la seua carrera professional treballant per a revistes de les editorials Valenciana i Maga.
En 1960 va visitar França i va començar a produir historietes per a editorials d'altres països europeus:
- De França: S.A.G.I., Vaillant, Licette i Frimousse;
- Del Regne Unit: Fleetway Publications, a través de Bardon Art;
- D'Itàlia: Univers de Milà, Edifumetto.[2]

En 1975 va ser nomenat president del Club DHIN València.
En 1982 va dibuixar una adaptació del "Romance del Mío Cid" per a "Pipa!", suplement infantil del Diari de València.
En 2002, José Lanzón va ser nomenat president de l'Associació d'Autors de Còmic d'Espanya.
En 2011 rep el premi Notario de l'Humor de la Universitat d'Alacant.

## Obra
| Anys | Títol                                    | Tipus                  | Editorial                                             |
| ---- | ---------------------------------------- | ---------------------- | ----------------------------------------------------- |
| 1956 | Cosas del Internado                      | Sèrie                  | Mariló                                                |
| 1960 | Aventuras de Tom Sawyer                  | Monografia             | Valenciana: Selecció d'Aventures Il·lustrades, núm. 6 |
| 1966 | La Tierra y el Espacio                   | Sèrie                  | Pantera Negra                                         |
| 196- | El Corral                                | Sèrie                  | Pumby                                                 |
| 1967 | Robot 76                                 | Serial                 | Toray                                                 |
| 1979 | Historias Fantásticas de Ciencia Ficción | Monografia col·lectiva | Esco: Històries Fantàstiques                          |
| 1989 | Romance del Mío Cid                      | Sèrie                  | Pipa!                                                 |
| 1999 | Història de Xàtiva                       | Monografia             | Ajuntament de Xàtiva                                  |